# Let Me Go (singel Cake)
Let Me Go – singiel zespołu Cake wydany w roku 1999, drugi singiel z płyty Prolonging the Magic. 

## Spis utworów
1. "Let Me Go" (Edit) - 3:30
2. "Let Me Go" - 3:56